# (14072) Volterra
(14072) Volterra ist ein Asteroid des Hauptgürtels, der am 21. Mai 1996 vom italoamerikanischen Astronomen Paul G. Comba am Prescott-Observatorium (IAU-Code 684) in Arizona entdeckt wurde.
Der Asteroid gehört der Themis-Familie an, einer Gruppe von Asteroiden, die nach (24) Themis benannt wurde.
(14072) Volterra wurde am 23. Mai 2000 nach dem italienischen Mathematiker und Physiker Vito Volterra (1860–1940) benannt, der sich hauptsächlich mit der Analysis befasste und die nach ihm benannte Volterra-Gleichung und die Volterra-Regeln der Populationsdynamik definierte.